# تكساس رود هاوس

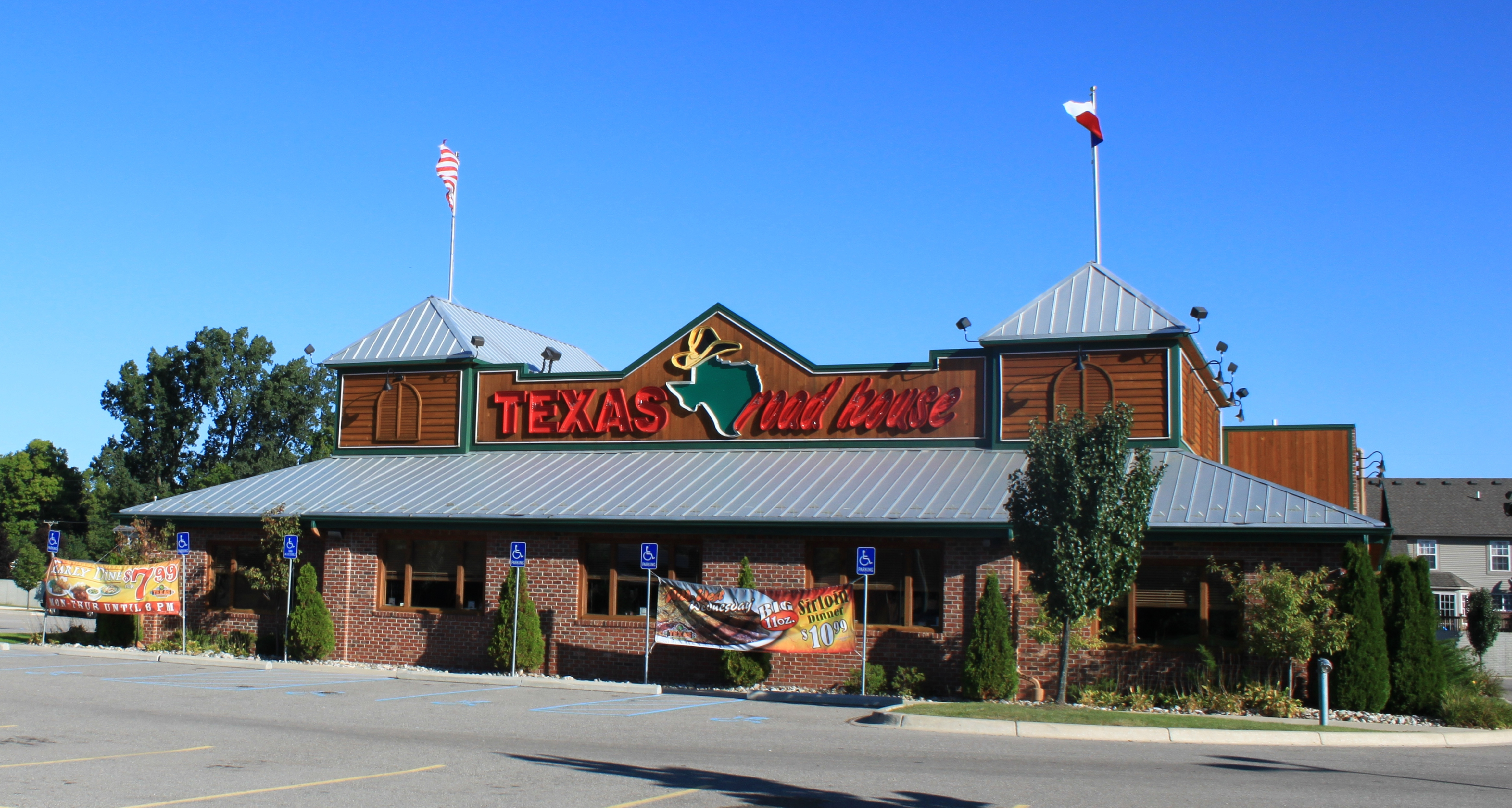
تكساس رود هاوس في ويستلاند، بولاية ميشيغان

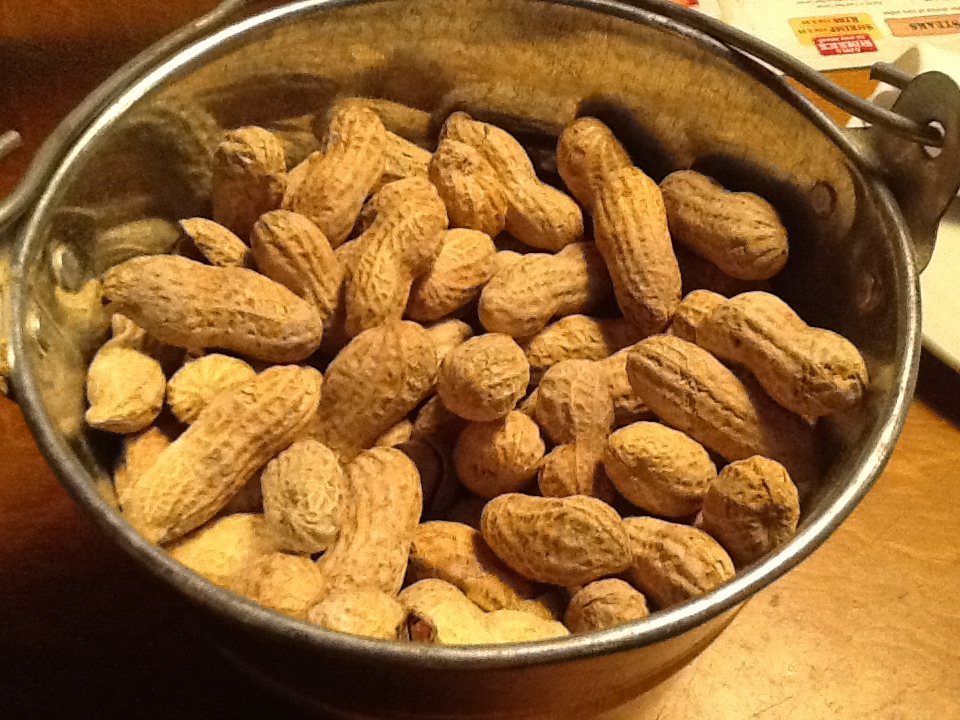
دلو تقليدي ملي بالفول السوداني يقدم مجانا في المطعم

تكساس رود هاوس (بالإنجليزية: Texas Roadhouse)‏ هي سلسلة مطاعم أميركية متخصصة في شرائح اللحم على طريقة الغرب الأمريكي. يقع المقر الرئيسي لشركة «تكساس رود هاوس»' في لويزفيل بولاية كنتاكي. في يوليو 2015، كانت السلسلة تشغل حوالي 450 موقعا في 49 ولاية أمريكية، وفي المملكة العربية السعودية، الكويت، الإمارات العربية المتحدة و سوريا، وتايوان. من المعروف عن المطعم، بأنه يضع دلو مجاني على كل طاولة طعام مملوء بالفول السوداني على كل طاولة جنبا إلى جنب مع خبز الخميرة.

## التاريخ
تأسست شركة تكساس رود هاوس في 17 فبراير 1993 في مدينة كلاركسفيل بولاية إنديانا الأمريكية على يد و. كينت تايلور الذي كان يعمل في مطاعم ولاية كولورادو ونواديها الليلية، ثم عمل مديرًا لأحد مطاعم كنتاكي فرايد تشيكن في لويزفيل، قبل أن يفتتح بدعم بلغت قيمته مبلغ 80 ألف دولارًا أمريكيًا من حاكم ولاية كنتاكي السابق جون واي.براون الابن في عام 1991 مطعمًا خاصًا به أطلق عليه اسم باكهيد هيكوري جريل وهو ما أصبح فيما بعد سلسلة مطاعم باكهيد ماونتن جريل.
أراد تايلور بعد ذلك تأسيس مطعم آخر يهدف إلى تغيير مفهوم شرائح اللحم، وفي عام 1992 نجح في إقناع مستثمر أمريكي يدعى الدكتور جون رودس ومعه مستثمرين آخرين بالاستثمار في مشروعه الجديد بقيمة 100,000 دولارًا أمريكيًا لكل منهم، ومن ثم افتتح أول مطعم في سلسلة مطاعم تكساس رود هاوس في عام 1993 في كلاركسفيل بولاية إنديانا الأمريكية. باع تايلور في عام 1994 حصته في شركة باكهيد ماونتن جريل ليولي جل اهتمامه ويكرس تركيزه لمشرعه الجديد.
أصبحت تكساس رود هاوس شركة عامة في عام 2004.
أعلن كينت تايلور الرئيس التنفيذي لشركة رود هاوس في أبريل 2020 تنازله عن راتبه الأساسي ومكافأته المتبقية خلال العام والتي بلغ مجموعها حوالي مليون دولار أمريكي لدفع رواتب موظفي الشركة خلال أزمة جائحة فيروس كورونا.

## الفروع والتوسعات
افتتح تايلور ثاني فروع تكساس رود هاوس في عام 1993 في مدينة غينزفيل بولاية فلوريدا، ثم أضاف في عام 1994 ثلاثة فروع جديدة في مدينة سينسيناتي بولاية أوهايو، ومدينتي كليرووتر وساراسوتا بولاية فلوريدا، إلا أنه إضطر فيما بعد لإغلاق هذه الفروع الثلاثة بسبب سوء الإدارة، وتصميمات المباني غير الملائمة، وسوء جودة الطعام.
بدأت سلسلة مطاعم تكساس رود هاوس تتنامي وتتوسع في أواخر تسعينيات القرن العشرين حتى أنها في نهاية عام 1999 كانت قد افتتحت 67 مطعمًا جديدًا ضمتها إلى فروع السلسلة. افتتحت تكساس ريد هاوس أول مطعم لها خارج الوايات المتحدة الأمريكية في مدينة دبي بالإمارات العربية المتحدة في سبتمبر 2011. وصل عدد مطاعم سلسلة تكساس رود هاوس في أكتوبر 2020 إلى 572 مطعمًا في أنحاء العالم متواجدة في 49 ولاية أمريكية، وفي المملكة العربية السعودية، والكويت، والبحرين، والإمارات العربية المتحدة و سوريا ، وقطر، والفلبين، والمكسيك، وتايوان، وكوريا الجنوبية.

## وصلات خارجية
- Texas Roadhouse Website
- Texas Roadhouse Cycling